# İlker Karakaş
İlker Karakaş (Kocaeli, 11 gennaio 1999) è un calciatore turco, attaccante del Batman Petrolspor in prestito dal Gaziantep.

## Caratteristiche tecniche
È un centravanti.

## Carriera
Cresciuto nel settore giovanile del Gençlerbirliği, debutta in prima squadra il 15 aprile 2018 giocando l'incontro di Süper Lig perso 3-2 contro il Kayserispor. Nel 2018 viene ceduto in prestito per una stagione all'Hacettepe in seconda divisione, dove gioca 22 incontri realizzando 4 reti.

## Statistiche
Statistiche aggiornate al 18 gennaio 2021.

### Presenze e reti nei club
| Stagione        | Squadra         | Campionato      | Campionato | Campionato | Coppe nazionali | Coppe nazionali | Coppe nazionali | Coppe continentali | Coppe continentali | Coppe continentali | Altre coppe | Altre coppe | Altre coppe | Totale | Totale | Totale |
| Stagione        | Squadra         | Comp            | Pres       | Reti       | Comp            | Pres            | Reti            | Comp               | Pres               | Reti               | Comp        | Pres        | Reti        | Pres   | Reti   |        |
| --------------- | --------------- | --------------- | ---------- | ---------- | --------------- | --------------- | --------------- | ------------------ | ------------------ | ------------------ | ----------- | ----------- | ----------- | ------ | ------ | ------ |
| 2017-2018       | Gençlerbirliği  | SL              | 5          | 0          | CT              | 0               | 0               |                    | -                  | -                  |             | -           | -           | 5      | 0      |        |
| 2018-2019       | Hacettepe       | 1L              | 22         | 4          | CT              | 1               | 0               |                    | -                  | -                  |             | -           | -           | 23     | 4      |        |
| 2019-2020       | Gençlerbirliği  | SL              | 10         | 0          | CT              | 2               | 0               |                    | -                  | -                  |             | -           | -           | 12     | 0      |        |
| 2020-2021       | Gençlerbirliği  | SL              | 10         | 0          | CT              | 1               | 0               |                    | -                  | -                  |             | -           | -           | 11     | 0      |        |
| Totale carriera | Totale carriera | Totale carriera | 47         | 4          |                 | 4               | 0               |                    | -                  | -                  |             | -           | -           | 51     | 4      |        |